# Interstate 87
L'Interstate 87 (I-87) è un'autostrada statunitense della Interstate Highway che si estende per 536,70 chilometri e collega il Bronx a New York con il confine canadese presso Champlain passando per Albany.